# Tentative de coup d'État au Bangladesh en 2011
La tentative de coup d'État au Bangladesh en 2011 était un coup d'État prévu pour les 11 et 12 janvier 2012 qui a été arrêté par l'armée bangladaise en décembre 2011. Cela a été annoncé lors d'une conférence de presse le 19 janvier 2012. Le but du coup d'État était d'établir la loi islamique au Bangladesh. Un certain nombre d'officiers, y compris des retraités, ont été arrêtés. Les putschistes ont fait valoir qu'ils étaient des nationalistes qui essayaient d'empêcher le Bangladesh d'être transformé en marionnette de l'Inde.

## Contexte
En 2009, quelques mois après l'arrivée au pouvoir du Premier ministre Sheikh Hasina, la mutinerie des gardes-frontières du Bangladesh à Pilkhana (en), à Dacca, a entraîné la mort de 56 officiers. Quelque 800 paramilitaires ont été inculpés pour leur implication dans la mutinerie, et la crise a effrité les liens entre l'administration civile et des éléments de l'establishment militaire. En 1975, les soldats mutins avaient tué le père de Hasina, le premier Premier ministre du Bangladesh, Sheikh Mujibur Rahman.
La présumée conspiration contre le gouvernement survient plus d'un an après que cinq officiers militaires ont été condamnés à cinq ans de prison en cour martiale pour leur implication dans la tentative de meurtre de Sheikh Fazle Noor Taposh, le neveu influent de Sheikh Hasina, à la suite de la mutinerie de 2009 des gardes-frontières.

## Coup d'État
L'armée du Bangladesh a rapporté qu'un coup d'État devait avoir lieu en janvier 2012 par des officiers militaires rebelles et des expatriés, mais qu'il a été arrêté par les forces armées nationales en décembre 2011,,. Le général de brigade Muhammad Mashud Razzaq, dirgeant de la direction des services du personnel, a révélé le complot au club des officiers de l'armée dans le cantonnement de Dacca le 19 janvier 2012. Il a également impliqué des officiers de rang intermédiaire, dont Syed Mohammad Ziaul Haque (en) alias le major Zia, qui avait appelé des officiers supérieurs et moyens de l'armée dans différentes bases du pays pour faire venir des soldats sous leur commandement afin d'établir la loi de la charia. Son post sur Facebook a été publié par le Daily Amar Desh qui a créé des rumeurs de coup d'Etat dans l'armée. Le major Zia a utilisé une carte SIM du Royaume-Uni pour contacter ses collègues officiers de l'armée. Un officier à la retraite, le lieutenant-colonel Ehsan Yusuf, était également impliqué dans le complot.
Les responsables militaires ont déclaré que le coup d'État avait été fomenté par des officiers militaires islamistes purs et durs, tandis que le politologue de l'Université de Dacca, Ataur Rahman, et d'autres analystes ont suggéré qu'il pourrait avoir été provoqué par des troubles militaires liés à une répression de l'armée en 2009. Des sources de renseignement citées par le Christian Science Monitor ont rapporté que le coup d'État était une tentative d'introduction de la charia par des officiers militaires islamistes ayant des liens avec le Hiz but-Tahrir, un groupe islamiste qui est interdit au Bangladesh. La tentative de putsch avait apparemment été planifiée sur plusieurs semaines ou mois avec le soutien de fanatiques religieux en dehors du Bangladesh. Des sources militaires ont déclaré que jusqu'à 16 officiers islamistes ont été impliqués, certains d'entre eux ayant été détenus. Le lieutenant-colonel Ehsan Yusuf a été arrêté le 15 décembre 2011 et le major Zakir Hossain le 31 décembre 2011.
Le général de brigade Muhammad Masud Razzaq a décrit la conspiration impliquant une douzaine d'officiers en service actif et à la retraite qui, selon lui, avait pour but de « répandre la désaffection dans l'armée bangladaise ». Le brigadier a déclaré que le complot avait été découvert en décembre à la suite de la détention du cerveau de l'opération, Ghulam Azam, ancien Ameer du Jamaat-e-Islami Bangladesh. Azam, qui s'est opposé à l'indépendance du Bangladesh pendant et après la guerre de 1971, aurait dirigé les formations Razakar et Al-Badr qui ont résisté au Mukti Bahini, formé en Inde. Une série d'arrestations ont eu lieu en silence au Bangladesh jusqu'en décembre, ce qui a incité l'ancien Premier ministre Khaleda Zia à affirmer que des officiers de l'armée étaient victimes de « disparition soudaine ».

## Conséquences
Le 28 décembre 2011 une cour d'enquête militaire a été créée pour enquêter sur cette affaire et punir les personnes impliquées. Le major général à la retraite Sayed Mohammad Ibrahim, analyste de la défense, a déclaré que le pays et ses structures démocratiques étaient raisonnablement à l'abri de toute ingérence. « Les nouvelles d'aujourd'hui sur les événements de l'armée sont inquiétantes mais ne causeront aucun dommage à la démocratie », a-t-il déclaré. Le porte-parole de l'armée a également déclaré que les enquêtes initiales ont révélé que des Bangladais non résidents étaient liés au complot, tandis qu'au moins un des officiers, le major en fuite, était lié au groupe islamiste interdit Hiz but-Tahrir. Il a mentionné que « des mesures juridiques strictes seront prises contre les personnes impliquées dans la conspiration après une enquête appropriée ». Il a souligné que, par le passé, « différentes forces maléfiques ont profité de gains politiques et ont fait des tentatives avortées pour y parvenir, mais en tant qu'institution, l'armée doit encore porter les stigmates ». Le non-résident du Bangladesh, Ishraq Ahmed, qui a été impliqué dans le coup d'État, a déclaré que l'objectif du coup d'État était de renverser le Premier ministre Sheikh Hasina parce qu'elle « permet que le Bangladesh soit transformé en bantoustan dirigé par l'Inde ». Le major Syed Mohammad Ziaul Haq et Ishraq Ahmed sont en fuite.